# 찰스 맥그로우

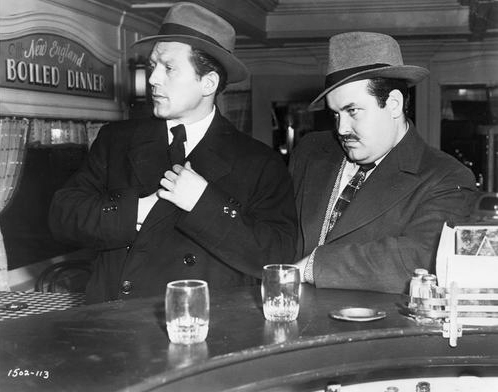

찰스 맥그로(Charles McGraw, 1914년 5월 10일 ~ 1980년 7월 30일)는 미국의 배우이다.
디모인에서 태어났다.

## 출연 작품
- 미합중국 최후의 날 (1977년)
- 킬러 인사이드 미 (1976년)
- 소년과 개 (1975년) - 프리처 역
- 나이트 스토커 (1972년)
- 자니 총을 얻다 (1971년)
- 펜듈럼 (1969년)
- 내일을 향해 달려라 (1969년)
- 인 콜드 블러드 (1967년)
- 집행자 (1967년)
- 매드 매드 대소동 (1963년)
- 새 (1963년)
- 스파타커스 (1960년) - 마르셀루스 역
- 시머론 (1960년)
- 추격 (1959년)
- 보난자 (1959년)
- 원더풀 컨츄리 (1959년)
- 흑과 백 (1958년)
- 딜론 보안관 (1955년)
- 원한의 도곡리 다리 (1954년)
- 익스프레스 (1952년)
- 히즈 카인드 오브 우먼 (1951년)
- 장갑차 강탈 (1950년)
- 사이드 스트리트 (1950년)
- 건 크레이지 (1950년)
- 보더 인시던트 (1949년)
- 원스 모어 마이 다링 (1949년)
- 블러드 온 더 문 (1948년)
- 잔인한 힘 (1947년)
- 티-멘 (1947년)
- 농부의 딸 (1947년)
- 살인자들 (1946년)
- 콜벳 K-225 (1943년)
- 불멸의 몬스터 (1942년)

### 텔레비전
- 제12순찰대 (1968년)